# Nana d'Aquari
La galàxia Nana d'Aquari és una galàxia nana i irregular que s'hi troba a la constel·lació d'Aquari. Va ser catalogada per primera vegada en 1966 amb la denominació DDO 210. Com a característica distintiva cal assenyalar que és una de les poques galàxies que presenta un desplaçament cap al blau, acostant-se a la Via Làctia a 137 km/s. Per bé que encara n'hi ha dubtes, en general es considera que pertany al Grup Local.